# Élisabeth de Vaudey
Élisabeth Le Michaud d'Arçon de Vaudey, född 1773, död 1863, var en fransk hovfunktionär. 
Hon var dotter till adelsmannen general Jean Le Michaud d'Arçon. Gift vid 1789 16 års ålder med Barberot de Vellexon de Vaudey, som emigrerade ett år efter bröllopet. 
Hon utnämndes till dame du palais hos kejsarinnan Joséphine de Beauharnais 1804. Hon hade en förbindelse med kejsar Napoleon I vid tiden för hans kröning 1804, vilket ledde till en tillfällig konflikt mellan kejsarparet. Hon avslutade sin anställning som hovdam samma år. 
Hon är känd för den dagbok hon skrev under sin korta tid som hovdam, som har blivit publicerad. 